# Ho Jong-suk
Ho Jong-suk (en hangul: 허정숙; en hanja: 許貞淑; romanització revisada del coreà: Heo Jeong-suk; McCune-Reischauer: Hŏ Chŏng-suk; Seül, 16 de juliol de 1908 - Pyongyang, 5 de juny de 1991) va ser una activista independentista coreana, escriptora, periodista i comunista. El seu veritable nom era Jongja (정자;貞子).
Va ser membre de Singanhoe, Geunwoohoe i del Partit Comunista de Corea, així com també una de les primeres activistes coreanes a favor de l'alliberament de la dona.

## Biografia
Era la filla de Ho Hon, un polític independentista que va ser el primer president de l'Assemblea Suprema del Poble.
Ho Jong-suk va estudiar a l'Escola Kwansei a Tòquio. Després va anar a la Xina on es va graduar a l'Institut Estranger de Xangai. Un cop de nou al seu país, el 1921 va participar en el moviment de dones i es va unir al Partit Comunista de Corea.
Més tard, durant l'ocupació japonesa de Corea, el Partit Comunista fou il·legalitzat però Ho va poder evitar la persecució. El març de 1924, es va presentar al Dia Internacional de les Dones, i l'any següent va assistir a l'esdeveniment de Seül
. El 1927 va fundar Geunwoohoi (근우회) i també va ser membre de l'organització Singanhoe (신간회).
Ho estava a favor de l'amor lliure. La seva opinió va ser denunciada perquè en aquella època el confucianisme fonamentalista romania encara instaurat a la societat coreana.
El 1936, va anar a la Xina on va participar en el Partit Revolucionari Nacional de Corea (조선 민족 혁명당). El 1938, va anar a Hebei, va participar en un grup de resistència coreà antijaponès (조선 독립 동맹). El 1945, va haver d'exiliar-se a Corea del Nord per a evitar ser víctima del terrorisme d'extremadreta. El 1948 va incorporar-se al govern de Corea del Nord.
Ho va exercir com a presidenta del Tribunal Suprem de Corea del Nord entre el 28 d'octubre de 1959 i 1960.

## Obra publicada
- 은혜로운 사랑 속에서 («En l'amor digne»)
- 민주건국의 나날에 («Dies del fundador del democratisme»)
- 위대한 사랑의 력사를 되새기며 («Records històrics de grans amors»)